# Jocelin Donahue
Jocelin Donahue (Bristol, 8 de noviembre de 1981) es una actriz estadounidense, famosa por interpretar el papel principal en la película de terror de Ti West The House of the Devil, por la que ganó el premio a la mejor actriz en el Festival LA Screamfest de 2009, y a una versión joven del personaje de Barbara Hershey en Insidious: Chapter 2. En 2015 Donahue protagonizó la película de suspenso y acción The Frontier, dirigida por Oren Shai, y en 2019 figuró en el largometraje de Mike Flanagan Doctor Sueño.

## Carrera
Tras realizar una pequeña aparición en la cinta de terror The Burrowers (2008), Donahue fue elegida como protagonista de The House of the Devil en 2009. Acto seguido realizó papeles principales en The Last Godfather del cineasta coreano Shim Hyung-rae y en la cinta independiente Live at the Foxes Den. En 2012 apareció en The End of Love, estrenada en el Festival de Cine de Sundance, y trabajó con el director Terrence Malick en Knight of Cups. En 2016 apareció en la antología de terror Holidays (2016), en un segmento dirigido por Anthony Scott Burns.

## Filmografía

### Cine
| Año  | Título                          | Papel            | Notas                         |
| ---- | ------------------------------- | ---------------- | ----------------------------- |
| 2006 | Heartbreaker                    | Jessie           | Corto                         |
| 2007 | Boundaries                      | Vanessa          | Corto                         |
| 2007 | Masquerade                      | Joven            | Corto                         |
| 2007 | Roman Candles                   | Wendy            | Corto                         |
| 2008 | Express 831                     | Star             | Corto                         |
| 2008 | The Burrowers                   | Maryanne Stewart |                               |
| 2009 | He's Just Not That Into You     | Joven            |                               |
| 2009 | The House of the Devil          | Samantha Hughes  | Mejor actriz en LA Screamfest |
| 2010 | Wes and Ella                    | Ella             |                               |
| 2010 | The Last Godfather              | Nancy Bonfante   |                               |
| 2011 | Butterfinger the 13th           | Betty            | Corto                         |
| 2012 | The End of Love                 | Jocelin          |                               |
| 2012 | Free Samples                    | Paula            |                               |
| 2013 | Distant Places                  | Mia              | Corto                         |
| 2013 | Insidious: Chapter 2            | Lorraine         |                               |
| 2013 | Live at the Foxes Den           | Kat              |                               |
| 2014 | The Crumb of It                 | May              | Corto                         |
| 2014 | The Living                      | Molly            |                               |
| 2014 | Knight of Cups                  | Jocelin          |                               |
| 2015 | The Frontier                    | Laine            |                               |
| 2015 | Furious 7                       | Advisor          |                               |
| 2015 | Midnight Sex Run                | Jennifer Peters  |                               |
| 2015 | Summer Camp                     | Christy          |                               |
| 2016 | Holidays                        | Carol            |                               |
| 2016 | Boomtown                        | Emma Turner      |                               |
| 2016 | Dead Awake                      | Beth / Kate      |                               |
| 2017 | Boomtown                        | Emma Turner      |                               |
| 2017 | 20 Weeks                        | Eileen           |                               |
| 2018 | All the Creatures Were Stirring | Alissa           |                               |
| 2019 | I Trapped the Devil             | Sarah            |                               |
| 2019 | Adman                           | Allie            | Corto                         |
| 2019 | Doctor Sleep                    | Lucy Stone       |                               |
| 2021 | Offseason                       | Marie Aldrich    |                               |

### Televisión
| Año  | Título                         | Papel         | Notas       |
| ---- | ------------------------------ | ------------- | ----------- |
| 2007 | Not Another High School Show   | Melissa       | Telefilme   |
| 2007 | Dirty Sexy Money               |               | 1 episodio  |
| 2010 | CSI: Crime Scene Investigation | Jillian Rose  | 1 episodio  |
| 2016 | StartUp                        | Maddie Pierce | 5 episodios |
| 2017 | Lethal Weapon                  | Kate          | 1 episodio  |
| 2019 | The Affair                     | Anna          | 1 episodio  |